# Robert Wright (politiker)
Robert Wright, född 20 november 1752 i Queen Anne's County, Maryland, död 7 september 1826 i Queen Anne's County, Maryland, var en amerikansk politiker (demokrat-republikan). Han representerade delstaten Maryland i båda kamrarna av USA:s kongress, först i senaten 1801-1806 och sedan i representanthuset 1810-1817 samt 1821-1823. Han var guvernör i Maryland 1806-1809.
Wright studerade juridik och inledde 1773 sin karriär som advokat i Chestertown. Han deltog i amerikanska revolutionskriget.
Wright efterträdde 1801 William Hindman som senator för Maryland. Han avgick 1806 för att tillträda som guvernör. År 1809 efterträddes han som guvernör av Edward Lloyd.
Kongressledamot John Brown avgick 1810 och efterträddes av Wright. Han efterträddes 1817 av Philip Reed. Wright tillträdde sedan 1821 på nytt som kongressledamot. Han efterträddes 1823 av William Hayward.
Wright var anglikan. Han gravsattes på en familjekyrkogård i Queen Anne's County.